# Tampere Open 2003
Il Tampere Open 2003 è stato un torneo di tennis facente parte della categoria ATP Challenger Series nell'ambito dell'ATP Challenger Series 2003. Il torneo si è giocato a Tampere in Finlandia dal 21 al 27 luglio 2003 su campi in terra rossa.

## Vincitori

### Singolare
Robin Söderling ha battuto in finale  Igor' Andreev con il punteggio di 6–4, 6–1

### Doppio
Igor' Andreev /  Dmitri Vlasov hanno battuto in finale  Ignacio Hirigoyen /  Nicolás Todero con il punteggio di 7–6(4), 6–1